# 地坛
地壇（满语：　转写：na i mukdehun）在中国北京安定门外，是明世宗以後明清兩代皇帝每年夏至祭祀大地之神（后土皇地祇）的地方，20世纪后逐渐开辟为公园。

## 歷史
地坛建於明嘉靖九年（1530年），占地37.4公頃。又名方澤壇。坐落于安定门外东侧，与天坛遥相对应，与雍和宫、孔庙、国子监隔河相望。
祭祀儀式每年農曆夏至日舉行，由皇帝親自拜祭。1911年，因宣統帝年幼，遣官致祭，為地壇最後一次祭地活動。此後中華民國建立，不再祭地，袁世凱建立“中華帝國”時曾祭天，但未祭地。
1923年8月日本东京大地震，被黜清帝溥仪为筹款救济日本灾民，而首次开放地坛。1925年辟为“京兆公园”，1928年改称“市民公园”后荒废，1957年恢复公园称“地坛公园”，1981年以来，国家投资对公园的古建进行了修复，1984年5月地坛公园正式售票开放，并定为北京市文物保护单位，2006年5月25日晋升为国家级文物保护单位。
每年地壇廟會時會有仿清祭地表演。

## 主要建築

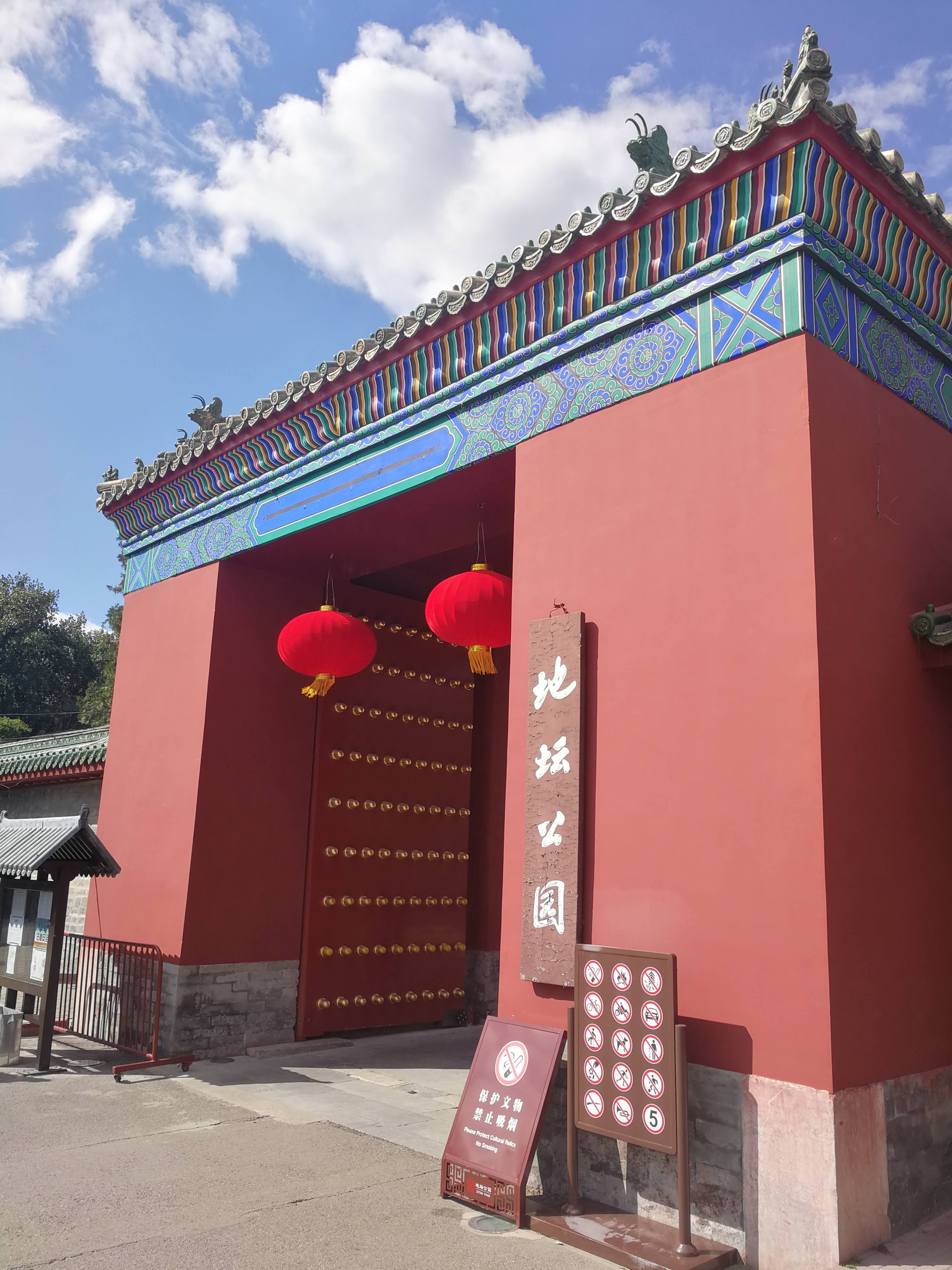
地坛公园南大门

方澤壇是地壇的主體建築，北向，是磚石結構的兩層方台。有水池環繞，因池名方澤而稱之。方澤壇下層有四個石座，是祭祀時安放岳、鎮、海、瀆神位之處，壇外設有望燈臺和燎爐。
钟楼，始建于1530年，为三开间歇山式绿琉璃顶的重檐正方形建筑，通面阔多。于1965年拆除。2000年按原样重建。钟高2.58米，直径1.56米，重2324千克，铭文铸“大明嘉靖年月日制”八个字。
壇臺以南為皇祇室，內供奉皇地祇之神位。
壇臺以西有宰牲亭，西北有齋宮。

## 建築特色
1. 天壇設於紫禁城東南方，地壇則築於紫禁城東北部，以符合中國古代天南地北之說。
2. 天壇主體建築為圓形，地壇據《大清會典》稱：“方澤……形方象地”，呈方形，是中國古時天圓地方的體現。
3. 據道家陰陽學說：“天為陽，地為陰”，天壇所用建材，如石塊、臺階、柱子等，均為奇數（陽數）。地壇則採用偶數（陰數）。如方澤壇的臺階為八級，壇面為六平方丈，所用石板均為偶數。

## 活动

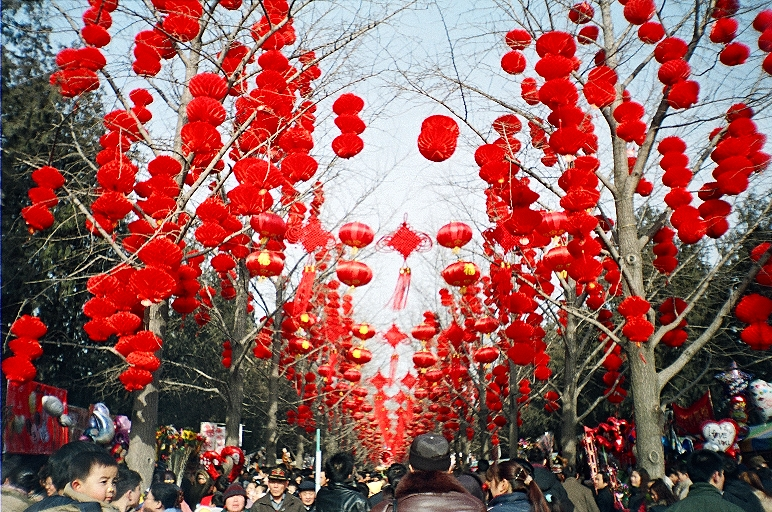
地坛庙会红灯笼

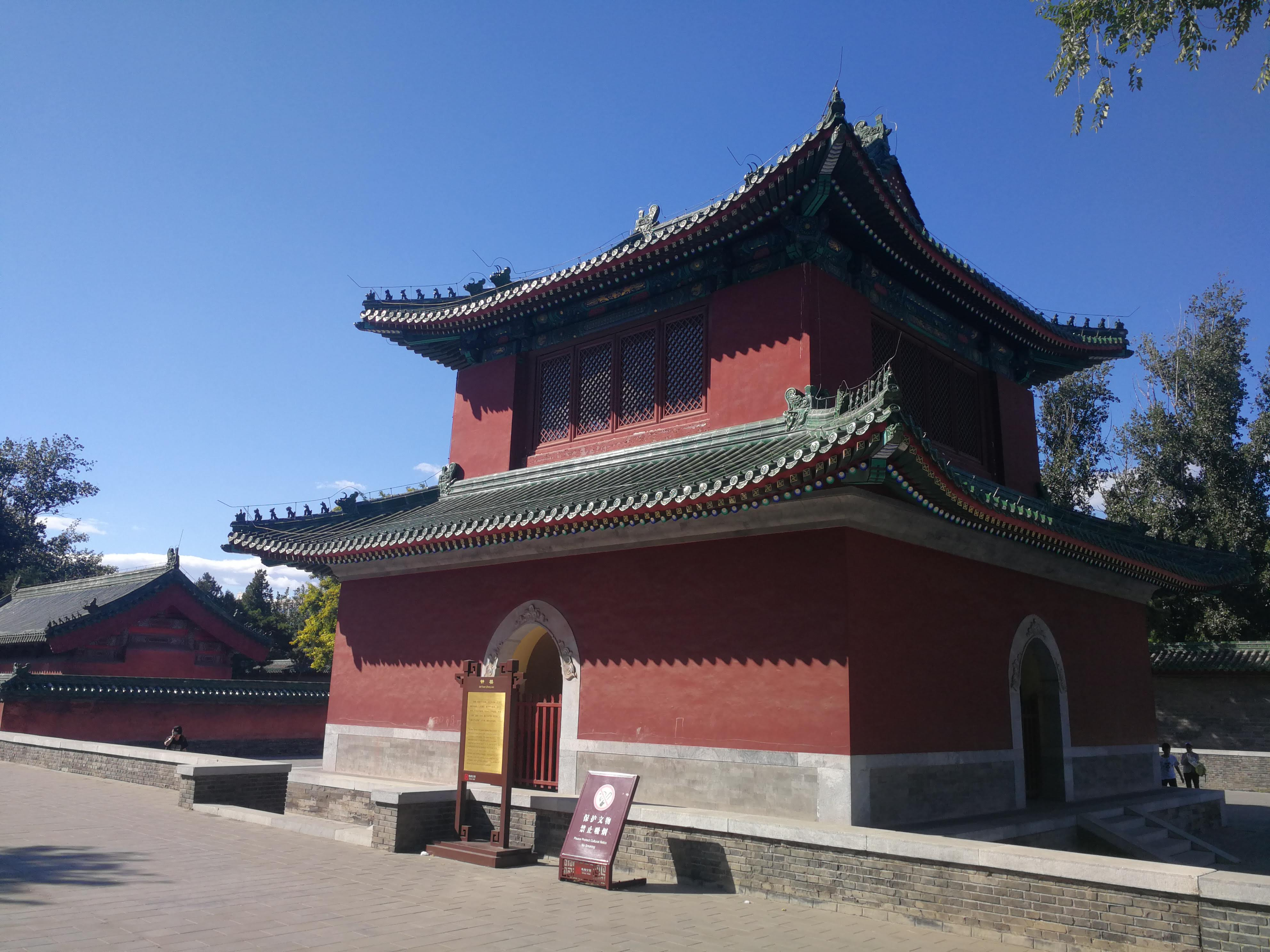
地坛内的鼓楼。拍摄于2018年。

北京一年一度的地坛庙会（地坛春节文化庙会）在此舉行。
地坛一年还举办春季、夏季、秋季、冬季四次书市。

## 相关作品
史铁生著有《我与地坛》。